# Schlindermanderscheid
Schlindermanderscheid (franska) (luxemburgiska: Schlënnermanescht lyssna (fil), tyska: Schlindermanderscheid) är en ort i kantonen Diekirch i nordöstra Luxemburg. Den ligger i kommunen Bourscheid, cirka 36 kilometer norr om staden Luxemburg. Orten har 141 invånare (2022).